# التهاب الإحليل
التهاب الإحليل (بالإنجليزية: Urethritis) هو الالتهاب الذي يصيب الإحليل والعرض الرئيسي له هو عسر التبول وهو تبول مؤلم أو صعب.

## أسبابه
يصنف المرض إما كالتهاب الإحليل بالمكورات البنية والذي تسببه النيسرية البنية أو كالتهاب الإحليل بغير المكورات البنية والذي تسببه غالباً المتدثرة الحثرية ويسمى أحيانا التهاب الإحليل غير المحدد. وقد تؤدي إليه على حد سواء أسباب معدية أو غير معدية.
أسباب أخرى:
- فيروسات غدانية
- الإشريكية القولونية المسببة للأمراض البولية.
- هربس بسيط
- ميكوبلازما التناسلية
- التهاب المفاصل الارتكاسي
- المشعرات

## أعراضه
لدى الرجال، التفريغ القيحي يشير عادة إلى التهاب الإحليل بالمكورات البنية في حين أن التفريغ الشفاف يشير إلى التهاب الإحليل بغير المكورات البنية. التهاب الإحليل صعب التشخيص لدى النساء بسبب عدم وجود تفريغ لكن أعراض تردد وعسر التبول قد تكون موجودة.

## الوقاية
يمكن تقليل مخاطر بعض أسباب التهاب الإحليل من خلال تجنب :
- الجنس بدون وقاية (أو أي نوع من الجنس)
- المواد الكيميائية التي يمكن أن تهيّج مجرى البول. يمكن أن تشمل المستحضرات أو المنظفات كذلك المبيدات المنوية أو وسائل منع الحمل
- التهيج الذي يحدثه التلاعب اليدوي بمجرى البول